# 관모

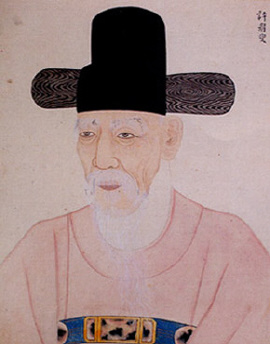
관모

관모(官帽)는 머리에 쓰던 쓰개의 한 종류로 신분과 격식에 따라 여러 가지가 있다. 관이라고도 한다. 대표적인 관모에는 정자관, 사모, 익선관, 패랭이, 흑립, 갓모, 삿갓 등이 있다.